# Quinto Fábio Labeão
Quinto Fábio Labeão (em latim: Quintus Fabius Labeo) foi um político da gente Fábia da República Romana eleito cônsul em 183 a.C. com Marco Cláudio Marcelo.

## Primeiros anos
Labeão foi mencionado pela primeira vez em 196 a.C., quando foi questor com "Lúcio Aurélio". O ato mais importante de seu mandato foi a dura dos dois questores contra os áugures que, até aquela data, eram isentos do pagamento de um tipo específico de imposto. Os dois conseguiram obrigá-los a pagar até mesmo os valores em atraso.
Em 189 a.C., foi nomeado propretor prefeito da frota, no comando da frota lutando na Guerra romano-síria. Ávido por mostrar suas habilidades, levou-a de Éfeso até Creta, de onde vinham relatos de que cidadãos romanos estariam em condição de escravidão. Somente na cidade de Gortina libertou um total de 4 000 pessoas segundo Valério Âncias. Por este feito, Labeão pediu um triunfo, mas não conseguiu obtê-lo. Logo depois, seguiu até o Reino da Macedônia com três navios e exigiu a partida das guarnições selêucidas de Antíoco III de Eno e Marônia. Pelos termos do tratado firmado em seguida por Cneu Mânlio Vulsão, Labeão seguiu para Patara e destruiu a frota selêucida que estava ancorada ali. Conseguiu ainda conquistar Telmisso antes de retornar para a Itália. Novamente pediu um triunfo e, desta vez, conseguiu realizá-lo apesar da oposição dos tribunos da plebe.
Em 185 a.C., candidatou-se ao consulado para o ano seguinte, mas foi derrotado por Públio Cláudio Pulcro, graças sobretudo à ajuda do cônsul que presidiu a eleição e seu irmão, Ápio Cláudio Pulcro. Em 184 a.C. foi triúnviro das colônias ( coloniis deducendis) e ajudou a fundar as colônias de Potência e Pesaro, na região de Piceno.

## Consulado (183 a.C.)
Finalmente foi eleito cônsul em 183 a.C. com Marco Cláudio Marcelo e, com o colega, recebeu a Ligúria como sua província consular, com o objetivo de pacificar a região. O seu mandato foi prorrogado por um ano com poderes proconsulares.

## Anos finais
Em 180 a.C., Labeão foi eleito pontífice. Segundo Cícero, foi chamado pelos habitantes de Nápoles e Nola como árbitro para decidir uma disputa territorial e conseguiu obter para Roma o controle da faixa fronteiriça entre as duas cidades. Este episódio, que é citado por todos os historiadores da chamada zona vermelha do Vesúvio como a fundação de seu próprio território, suscitou, desde sempre, muita polêmica. Segundo alguns, trata-se de uma lenda que tinha como objetivo dar uma "origem nobre" ao povo da região. Para outros, o evento seria completamente fictício. Recentemente, um artigo publicado na revista "Summana" defendeu que o evento de fato ocorreu e apresenta a hipótese de que o árbitro enviado pelo Senado teria sido o pretor peregrino Caio Atínio Labeão em 195 a.C..